# Махмуд, Шамсуннахар
Шамсуннахар Махмуд (около 1908 — 10 апреля 1964) — бенгальская писательница, политик и активистка. Возглавила движение за расширение прав женщин после смерти Бегум Рокеи.

## Биография
Шамсуннахар Махмуд родилась в 1908 году в деревне Гутхума округа Фени. Её брат был политиком.
Училась женской школе «Dr. Khastagir Government Girls' High School» в Читтагонге, которую окончила в 1926 году. В 1932 году получила степень бакалавра. В 1942 году получила степень магистра искусств в области бенгальской литературы. После окончания обучения присоединилась к движению за права женщин, которое возглавляла Бегум Рокея.
Преподавала бенгальскую литературу в колледже «Lady Brabourne College». Также занимала должность секретаря «Общества бенгальских мусульманок». В качестве представительницы Восточного Пакистана в 1952 году посетила Турцию и Ближний Восток. В 1962 году была избрана членом Национальной Ассамблеи.
В 1961 году она приняла участие в создании «Центра реабилитации детей-инвалидов».
В 1981 году Шамсуннахар Махмуд посмертно была награждена Наградой дня независимости.

### Личная жизнь
В 1927 году вышла замуж за Вахидуддина Махмуда, который занимал должность главного хирурга Восточного Пакистана. У них было двое сыновей. Один, Мамун Махмуд, был полицейским и в 1971 году погиб в ходе войны за независимость Бангладеш, второй, Маинуддин Махмуд, стал спортсменом.

## Вклад
Первая поэма Махмуд была опубликована в журнале «Angur». Оа занимала должность секретаря журналов «Nauroj» и «Atmashakti». Вместе со своим братом Хабибуллой Шамсуннахар Махмуд являлась редактором журнала « Bulbul». Также она написала ряд книг, в том числе первую биографию Бегум Рокеи.